# Латиші в Україні
Латиші в Україні — національна меншина етнічних латишів, що проживають в Україні, складова частина латиської діаспори.
За результатами всеукраїнського перепису населення 2001 року в Україні визнали себе латишами 5079 осіб, з яких назвали рідною латиську мову — 957 осіб, українську — 872 особи, російську — 3188 осіб. Компактних поселень латишів на українській території немає.
P 1899 року у Харкові діяло Латиське товариство взаємодопомоги.
Під час Першої світової війни були евакуйовані кілька заводів з території сучасної Латвії.
Найбільша громада була свого часу в Харкові. Там була навіть спілка латиських письменників. Виходили деякі видання, існував театр, видавництво.
Наразі зорганізованої латвійської громади не існує.
|         | 1926 | 1939 | 1959 | 1970 | 1979 | 1989 | 2001* |
| ------- | ---- | ---- | ---- | ---- | ---- | ---- | ----- |
| Україна | 9131 | 7912 | 6919 | 7421 | 7167 | 7142 | 5079  |